# 7197 Pieroangela
7197 Pieroangela (1994 BH) là một tiểu hành tinh vành đai chính được phát hiện ngày 16 tháng 1 năm 1994 bởi A. Boattini ở Cima Ekar.